# شينجن (لوكسمبورغ)
شينجن (بالإنجليزية: Schengen)‏ هي قرية صغيرة وبلدية تشتهر بصناعة النبيذ وتقع في الجنوب الشرقي من لوكسمبورغ، قرب نقطة التقاء حدودها مع ألمانيا وفرنسا.
بلغ عدد سكانها 1725 نسمة ومساحتها 10.63 كم² وذلك في عام 2005.
واشتهرت هذه القرية في 14 يونيو 1985، عند توقيع اتفاقية شينجن بين الدول الأوروبية.